# Ибрахим Абача
Ибрахим Абача (на френски: Ibrahim Abatcha) мюсюлмански марксистки политик от Чад, известен като основател и първи водач на движението FROLINAT, целящо свалянето на диктатурата на Франсоа Томбалбайе. Политическата му дейност започва по време на процеса на деколонизация на Чад от Франция, но след независимостта на страната той е принуден да отиде в изгнание, поради нарастващия авторитаризъм на първия президент на страната Франсоа Томбалбайе. За да свали Томбалбайе, той основава в Судан през 1966 г. ФРОЛИНАТ /бунтовническа група, действаща в Чад между 1966 и 1993 г./, на който той е първият лидер и полеви командир. Две години по-късно той е убит при сблъсък с армията на Чад.

## Биография
Роден е през 1938 във Форт Лами, но семейството му произхожда от провинцията Борно в Нигерия, тогава британска колония (днес щат Борно). Научава се да говори на френски, английски и чадски арабски, но не и да пише класически арабски, тъй като не е учил в коранско училище.  Намира работа като чиновник в колониалната администрация и става войнствен синдикалист.
След завършване на образованието си става чиновник в колониалната администрация. След чадската независимост е изгонен от страната като потенциален противник на Томбалбайе, и отива в Гана, където получава военно обучение. Напуска нейната столица Акра през 1965 и започва да обикаля африканските държави, търсейки подкрепа за дисидентската си дейност срещу режима на Томбалбайе. През 1966 в Судан основава Фронт за национално освобождение на Чад (на френски - Front de Libération Nationale du Tchad, FROLINAT) и започва борба срещу режима. Убит е в сблъсъци с армията на Чад на 11 февруари 1968.